# Plega fasciatella
Plega fasciatella is een insect uit de familie van de Mantispidae, die tot de orde netvleugeligen (Neuroptera) behoort. 
Plega fasciatella is voor het eerst wetenschappelijk beschreven door Westwood in 1867.